# Axel Lagerbielke

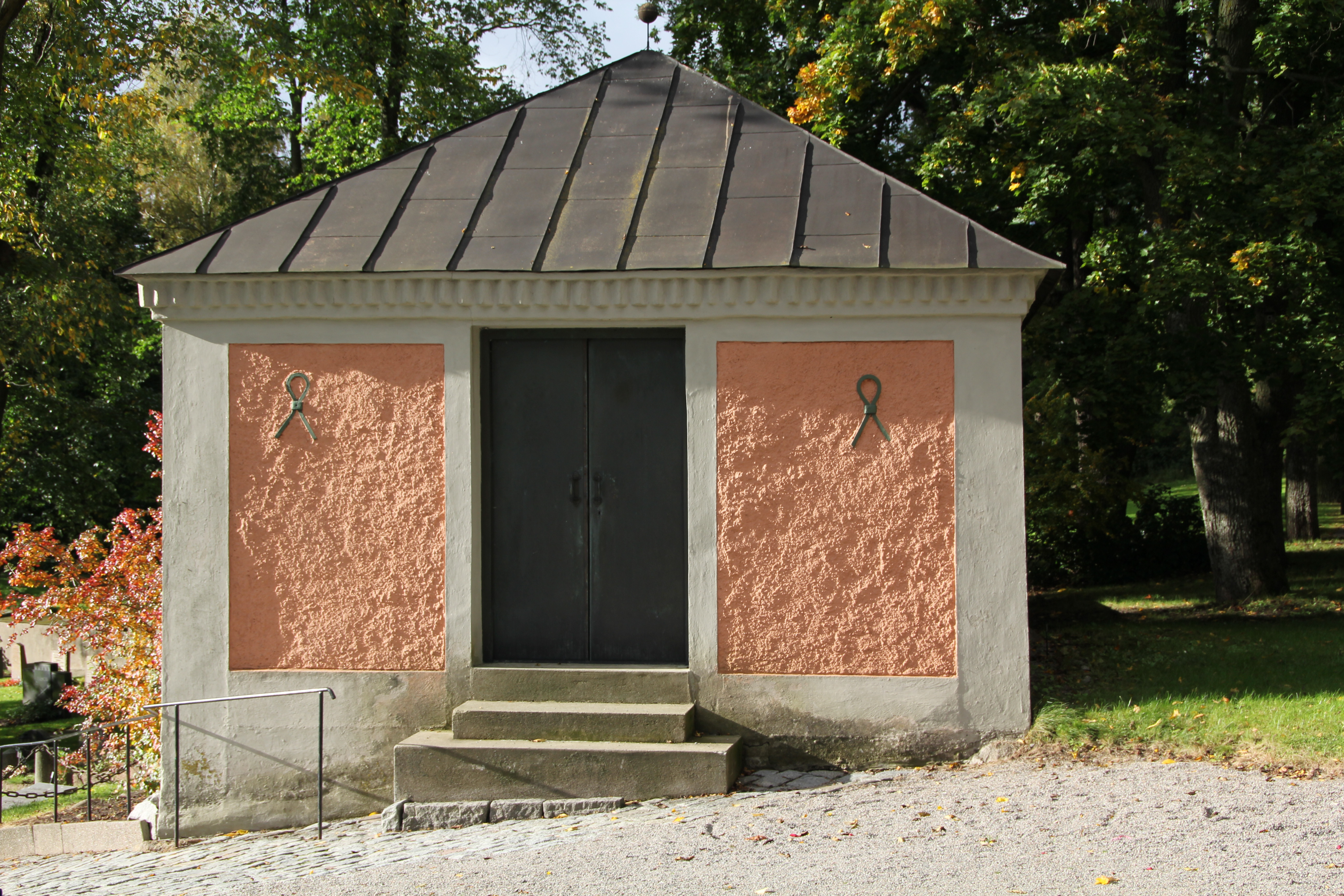
Lagerbielkeska gravkoret i Brännkyrka kyrka.

Axel Lagerbielke, född 17 juli 1703 i Karlskrona, Blekinge län, död 20 maj 1782 på Älvsjö gård i Brännkyrka socken, Stockholms län, var en svensk friherre, sjömilitär och ämbetsman.
Lagerbielke var son till amiralitetskammarrådet Johan Lagerbielke av adelsätten Lagerbielke och hans hustru Kristina Stenström. Sedan han 1721 blivit befordrad till amiralitetskapten, sökte han och fick tillstånd att gå i utländsk sjötjänst. Han seglade därefter under olika länders flagg till dess han i Söderhavet ombord på en holländsk fregatt blev tillfångatagen av ett spanskt örlogsskepp och förd först till Callao och sedan Lima, där satt fängslad över ett år innan han lyckades ta sig till Panama, därifrån vidare till Portobelo, Jamaica och så till London, och därifrån hem till Sverige. Vid krigsutbrottet 1741 förde han befälet på Freden, och befordrades 1742 till kommendörkapten, och 1746 utnämndes han till kommendör. Efter att en tid ha varit vice landshövding i Blekinge, förordnades han 1749 till generaladjutant vid örlogsflottan och fick 1756 fullmakt som schoutbynacht. År 1757 blev han kommenderad som befälhavare för en större eskader i Östersjön och samma år blev han ledamot av amiralitetskollegium och 1758 viceamiral. Lagerbielke kallades vid mössornas seger 1765 till riksråd, trots att han inte varit aktiv mösspolitiker. År 1766 utnämndes han till friherre under namnet Lagerbielke med nummer 254 och serafimerriddare. Han dömdes efter hattarnas maktövertagande 1769 till att förlora sitt ämbete och vägrade 1771 att återta det. Lagerbielke gifte sig första gången 1743 med friherrinnan Sofia Magdalena von Psilander och andra gången 1758 med Johanna Sofia Riddercreutz. I första äktenskapet föddes sonen Johan Gustaf Lagerbjelke.